# アースリング
『アースリング』(Earthling)は、デヴィッド・ボウイの19枚目のスタジオ・アルバム。

## 概要
当初は前作『アウトサイド』の続編『インサイド』のリリースが予定されていたが、『アウトサイド』が商業的に不振でお蔵入りになってしまった為、当アルバムはまったくの別コンセプトで制作された。
当時世界で隆盛を極めていたドラムンベースやジャングルを大々的に取り入れたデジタルサウンドで構築されている。ボウイ本人によれば、久々のワールド・ツアーとなった前回のアウトサイド・ツアーで得たエキサイティングな収穫を真空パックしたアルバムとのこと。
シングルカットされた「Little Wonder」のPVにはジギーのクローンが登場する。また収録曲の詞からはウィリアム・S・バロウズからの影響を読み取る箇所があり、また直伝のカットアップ技法以外にもバロウズの著作へのオマージュなども見受けられる。
日本初回限定盤は三方背ボックスにポスターが封入される特別仕様で、リミックスが1曲ボーナス・トラックに収録されていた。香港で発売された特別版には「Seven Years In Tibet」のマンダリン・ヴァージョンを収録したディスクが付属、韓国盤には「Under Pressure」がボーナス・トラックに追加収録されている。
2004年にはリミックス、ライブ・バージョンを収録したボーナス・ディスク付き限定盤が英ソニーより再発された。（日本では2007年、紙ジャケット仕様で限定発売）

## 収録曲
1. リトル・ワンダー
2. ルッキング・フォー・サテライト
3. バトル・フォー・ブリティン
4. セヴン・イヤーズ・イン・チベット
5. デッド・マン・ウォーキング
6. テリング・ライズ
7. ラスト・シング・ユー・シュッド・ドゥ
8. アイム・アフレイド・オブ・アメリカンズ
9. ロウ
10. テリング・ライズ(アダム・F・ミックス)